# Bas-Sassandra (region)

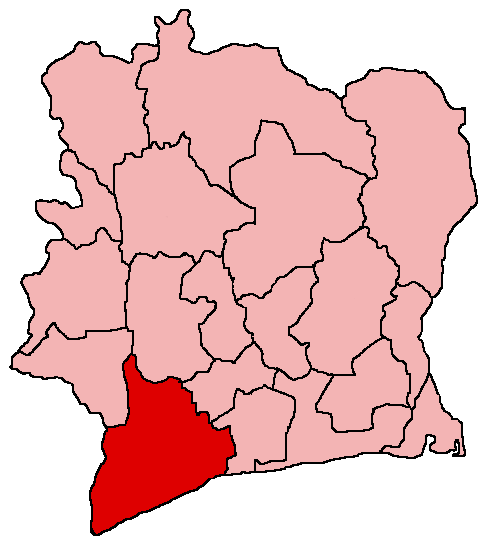
Lokalizacja regionu

Region Bas-Sassandra (fr. Région du Bas-Sassandra, Dolna Sassandra) – istniejący do 2011 roku region w południowo-zachodniej części Wybrzeża Kości Słoniowej. Położony nad Oceanem Atlantyckim, Zatoką Gwinejską. Obejmował obszar 25 800 km². Stolicą regionu było miasto San Pédro. Region graniczył z Liberią oraz regionami: Moyen-Cavally, Haut-Sassandra, Fromager i Sud Bandama. To w tym regionie osiedlali się pierwsi Portugalczycy w XV wieku. Miasta Sassandra, Fresco czy San Pédro są dawnymi osadami portugalskimi.
W ramach reformy administracyjnej w 2011 roku region został zniesiony, a w jego miejsce w zbliżonych granicach powołano dystrykt Bas-Sassandra.

## Demografia
Region jest słabo zaludniony. Liczył 440 000 mieszkańców (zaledwie 3,6% ludności całego kraju). Tubylcza ludność wywodzi się przede wszystkim z 3 głównych plemion: Winnin, Bakwe i Piais. W ciągu ostatnich 20 lat liczba ludności znacznie wzrosła, głównie dzięki napływowi uchodźców z krajów ogarniętych wojną domową takich jak Liberia czy Sierra Leone.

## Edukacja
Cały region Dolna Sassandra posiada 533 szkoły podstawowe, 2 szkoły techniczne oraz 2 szkoły średnie.

## Ochrona zdrowia
W regionie jest 1 szpital publiczny (Centre Hospitalier Régional), 25 placówek opieki zdrowotnej oraz 7 aptek.

## Gospodarka
Dolna Sassandra jest jednym z najbogatszych w kraju głównie dzięki portowi w San Pédro, który jest drugim portem Wybrzeża Kości Słoniowej po Abidżanie. Port zajmuje obszar 200 ha. Jest to największy na świecie port eksportujący ziarno kakaowe. Wysyłana jest stąd ponad połowa całych zbiorów Wybrzeża Kości Słoniowej.
Tubylcza ludność zajmuje się przede wszystkim uprawą wielu gatunków roślin, jak np. kauczukowiec. Produkuje olej palmowy i kakao. Jest to jeden z najdynamiczniej rozwijających się regionów w kraju. Ważnym zajęciem mieszkańców jest także rybołówstwo.

## Departamenty i podprefektury
- Departament San-Pédro
  - Doba
  - Dogbo
  - Gabiadji
- Sassandra
  - Departament Dakpadou
- Soubré
  - Liliyo
  - Oupoyo
- Departament Tabou
- Departament Djouroutou
  - Olodio